# Cratere Bashkirtseff
Bashkirtseff  è un cratere sulla superficie di Venere. Deve il suo nome a Marija Kostjantynivna Baškirceva (in ucraino Марія Костянтинівна Башкірцева?), artista ucraina.